# ياسمين مجدي

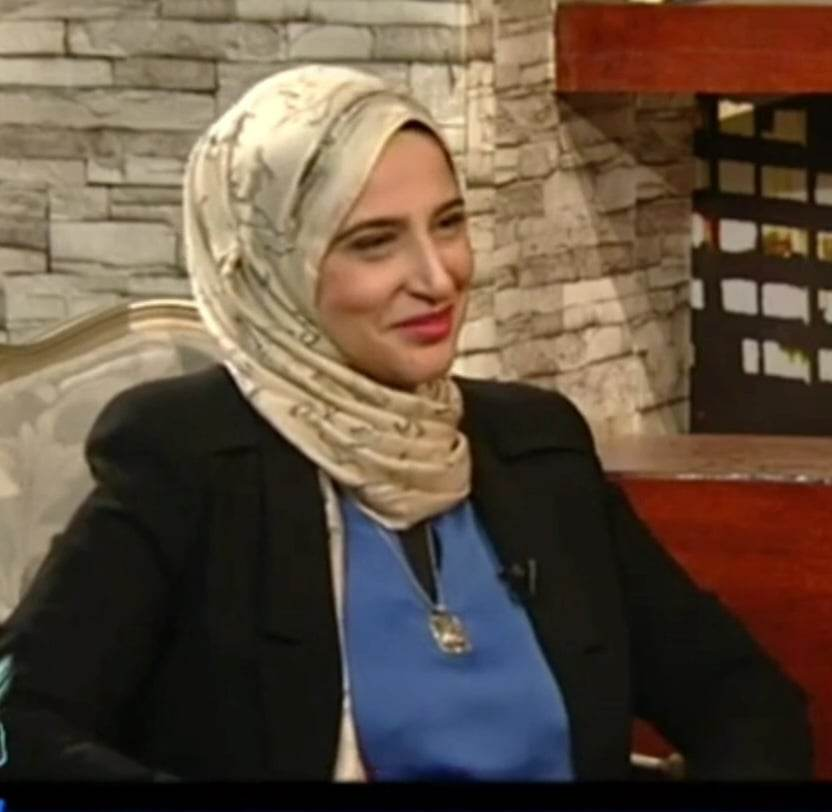
الكاتبة ياسمين مجدي

الكاتبة ياسمين مجدي (1987-....) روائية وكاتبة مصرية وعضو باتحاد كتاب مصر. حصلت على عدد من الجوائز المصرية والعربية أهمها المركز الأول في جائزة «دبي الثقافية للإبداع» 2009 عن روايتها «معبر أزرق برائحة الينسون»، وأصدرت عدد من الروايات ولها مشاركات في كتب بحثية. نشرت أعمالها في عدد من الصحف، والمجلات، والمواقع الإلكترونية العربية.

## النشأة والتعليم
ولدت في المهندسين بمحافظة الجيزة عام 1987. تخرجت عام 2008 في كلية الإعلام جامعة القاهرة قسم صحافة.

## مسيرتها الروائية
بدأت نشر أعمالها الأدبية أثناء دراستها الجامعية للصحافة، فأصدرت روايتها الأولى «امرأة في آخر عمر الأرض» عن «الدار للنشر والتوزيع»، القاهرة، 2006، وأثناء دراستها أيضًا بدأت ممارسة الصحافة والكتابة والترجمة في عدد من المؤسسات الصحفية. حصدت عدد من جوائز الرواية في مطلع مشوارها الأدبي، مثل جائزة «نادي القصة» في الرواية، عام 2007. وجائزة «المسابقة الأدبية المركزية» بالهيئة العامة لقصور الثقافة في الرواية، عام 2007- 2008.
حصلت على أول جائزة عربية لها عام 2009، وهي جائزة «دبي الثقافية للإبداع»، المركز الأول، عن روايتها «معبر أزرق برائحة الينسون»، وصدرت الرواية عن «دار الصدى» مانحة الجائزة، بعد الفوز.
ساهمت ياسمين في الفترة بين 2010 و2014 عضوًا في لجنة الإعلام بـاتحاد كتاب مصر، وكانت عضوًا في هيئة تحرير «نشرة اتحاد كتاب مصر» الشهرية.
اتجهت للمشاركة في الدراسات البحثية الأدبية والتاريخية، فشاركت في موسوعة «القدس معرفة في سبيل التحرير»، الصادرة عن «مكتبة الشروق الدولية» بالقاهرة، 2010. وكانت كاتبًا مشاركًا أيضًا في كتاب «الحركة النسائية الفلسطينية»، الصادر عن «مكتبة جزيرة الورد» بالقاهرة، 2011.
أصدرت رواية «قوارب الشمع»، عن «الهيئة العامة لقصور الثقافة»، القاهرة، 2012. وكانت رواية «قوارب الشمع» هي العدد الأول في سلسلة «كتابة» التي بدأت الهيئة العامة لقصور الثقافة في نشرها حينذاك. وتم ترشيح الرواية ضمن القائمة القصيرة لجائزة ساويرس فرع الرواية، عام 2014.
وعام 2022 صدر لياسمين رواية "سيرة الكائنات" عن سلسلة "إبداعات"، بالهيئة العامة لقصور الثقافة ، والتي تروي أن لكل إنسان أكثر من حكاية واحدة، لذلك تبحث بطلة الرواية عن حياتها الحقيقية، فنقرأ عن السيرة الأولى لزهرة، والسيرة الثانية، والسيرة الثالثة، وفي كل مرة نقابل حياة جديدة للبطلة، وسنكتشف أن سيرة حياتها هي سيرة لكائنات أخرى كثيرة. كذلك إذا حكت أي امرأة سيرتها فستكون هي سيرة لكثير من الكائنات.
وفي الخامس من نوفمبر 2022 أعلن فوز ياسمين مجدي بجائزة فريد رمضان للرواية العربية، المركز الثاني، عن مخطوط روايتها "عرق اللؤلؤ". وهي الدورة الأولى من الجائزة المقامة بدولة البحرين العربية، نظمتها عائلة الكاتب الراحل فريد رمضان مع "دار مسعى" و « نوران بيكتشرز »، واستهدفت الجائزة تقديم نصوص تعزز التنوع الثقافي على مستوى العالم، وتحقق بنشرها تنوعًا ثقافيًا فكريًا في الوطن العربي، وتكوين جيل يعتز بهويته العربية، والإنسانية، وفتح الباب أمام الأجيال الجديدة لإنتاج ثقافي مختلف ومميز . وقد أصدرت دار مسعى للنشر رواية "عرق اللؤلؤ" في نهاية عام 2023. وقالت لجنة تحكيم الجائزة عن رواية "عرق اللؤلؤ": "عرق اللؤلؤ هي حكاية تجتمع فيها لآلئ وليدة هاجرت من بلدان عربية وأجنبية وتمركزت في بلد خليجى واحد، لتنزف عرقها صبرا وانصياعا لشروط الحياة الجديدة، تلاقت وتعارفت وتقاربت، لكنها بقيت حبيسة في دوائر الغربة والحنين إلى الوطن الأم. أجادت ياسمين مجدي اللعب على ثنائية الواقع والحلم والمرأة والرجل، بنظام سردى متقن مع الأحداث والأبطال، وكأن الزمن لا يتقدم عندما تؤجل الأحلام. تميزت ياسمين مجدى بقدرتها على التقاط صور واقعية لا تكتفي بالإطار الخارجى لشخصياتها فحسب، بل تسبر عوالمها الداخلية بلغة سلسة عالية الكثافة".
وبهذه الرواية قدمت الكاتبة ياسمين مجدي ثنائية عن السفر، في الجزء الأول في رواية "قوارب الشمع"، الصادرة عام 2012، والتي سافرت البطلة فيها إلى الداخل.. سفر في عمق هويتها لاكتشاف الجذور. أما الجزء الثانى فتحقق في رواية "عرق اللؤلؤ" عام 2023 بالسفر إلى الخارج، وإلى الهويات المتعددة لكي يتجلى إلى جوارها هوية الذات.
وفي مطلع 2025 صدر لها أول مجموعة قصصية، هي "لعنة ميدوسا"، "استلهمت فيها الأساطير الشعبية المعروفة، مثل: بينوكيو، وأسطورة ميدوسا، والسندباد، لتقدم حكايات معاصرة، عن الأزمات النفسية والإنسانية التي تواجه الإنسان، وتتحدث عن قدرات خاصة يحظى بها الأبطال خلال تلك الأزمات التي مروا بها. ضمت المجموعة ٩ قصص في أجواء من الغرائبية، واستخدمت أسلوب الواقعية السحرية".

## الكتابة للطفل
بدأت ياسمين مجدي الاهتمام بالكتابة للطفل بعد فوزها بجائزة تقديرية من وزارة الثقافة وتنمية المعرفة بدولة الإمارات العربية المتحدة في «مسابقة القصة القصيرة»، فرع قصة الطفل، عام 2016. اختيرت بعد ذلك عضوًا بشعبة أدب الطفل باتحاد كتاب مصر عام 2018/2019. وعملت كمدير تحرير سلسلة «ثلاث حواديت» للناشئين الصادرة عن الهيئة المصرية العامة للكتاب، منذ عام 2018. وتم ترشيحها ضمن القائمة القصيرة لجائزة أدب الطفل بالفرع العربي لدار النشر البريطانية «إيبيدي»، عام 2019.
اهتمت ياسمين بكتاب الطفل في الوطن العربي وحول العالم، فنشرت بابًا أسبوعيًا بعنوان «حواديت العالم» عن إصدارات الطفل العربية والعالمية الحديثة، في المجلة المصرية «قطر الندى» 2014، ثم استأنفت باب «حواديت العالم» على موقع «الكتابة» 2017/ 2018.
تقدم منذ 2019 بابًا شهريًا في مجلة «الفردوس» الصادرة عن المجلس الأعلى للشؤون الإسلامية بعنوان «الحقيقة والخيال»، وهو باب يقدم كتب الأطفال العربية والعالمية وما تناولته من أفكار علمية واختراعات والعلاقة بين الأفكار العلمية الحقيقية وبين خيال الأدباء.
صدر لياسمين مجدي مجموعة كتب للناشئين، في مشروع تنويري تعاون فيه كل من وزارة الأوقاف المصرية ووزارة الثقافة المصرية تستهدف فيه توعية وتثقيف الناشئين، فقاما بإصدار سلسلة للناشئين هي سلسلة «رؤية» للنشء، خرج العدد الأول من السلسلة في نوفمبر 2020، وهو كتاب الكاتبة ياسمين مجدي «الحقيقة والخيال..الكون كما وصفه الأدباء»، ثم تبعهم عدة أجزاء من الكتاب. وقدم له وزير الأوقاف الدكتور محمد مختار جمعة بمقدمة جاء فيها:
«هذا الكتاب يعد من محفزات الذهن على متابعة القراءة وتنمية الخيال العلمي لدى النشء وهو نوع مميز من الأدب والكتابات المحببة لديهم...».
بعد الجزء الأول من الكتاب، صدر الجزء الثاني وهو «الحقيقة والخيال.. ما تخيله الأدباء ثم حققه العلماء»، العدد 3 من سلسلة «رؤية»، في يناير 2021. ثم تبعه إصدار الجزء الثالث «أغرب من الخيال.. وقائع الكون المدهشة»، العدد 6 سلسلة «رؤية» للنشء، في مارس 2021.
أما عام 2023 ففازت ياسمين في مسابقة "روايات مصرية للجيب"، التي أطلقتها المؤسسة العربية الحديثة، فرع أدب الطفل، بالمركز الثاني عن مخطوط روايتها للطفل "چيكة وأنتيكة". وأصدرت المؤسسة كتاب "چيكة وأنتيكة" مطلع 2024.

## الإصدارات
- 2006 – رواية «امرأة في آخر عمر الأرض»، الدار للنشر والتوزيع، (ردمك 9771740598).
- 2009 – رواية «معبر أزرق برائحة الينسون»، دبي، دار «الصدى».
- 2010 – موسوعة «القدس معرفة في سبيل التحرير»، مكتبة الشروق الدولية، (ردمك 9789777010054).
- 2011 – «الحركة النسائية الفلسطينية»، مكتبة جزيرة الورد، (ASIN : B07B8L1HT5)
- 2012 – رواية «قوارب الشمع»، الهيئة العامة لقصور الثقافة، (ردمك 9789772161591)
- 2020 – «بين الحقيقة والخيال..الكون كما وصفه الأدباء»، الهيئة المصرية العامة للكتاب، (ردمك 9789779129891)
- 2021 – «الحقيقة والخيال.. ما تخيله الأدباء ثم حققه العلماء»، الهيئة المصرية العامة للكتاب، (ردمك 9789779130170).
- 2021 – «أغرب من الخيال.. وقائع الكون المدهشة»، العدد 6 سلسلة «رؤية» للنشء، القاهرة، الهيئة المصرية العامة للكتاب.
- 2022 - رواية «سيرة الكائنات»، الهيئة العامة لقصور الثقافة، (ردمك 9789779222042).
- 2023- رواية «عرق اللؤلؤ»، مسعى للنشر والتوزيع، (ردمك 9781989667279)
- 2024- رواية «چيكة وأنتيكة»، المؤسسة العربية الحديثة، (ردمك 9789773788403)
- 2025- مجموعة قصصية «لعنة ميدوسا»، ميتا بوك، (ردمك 9789778758634)

## الجوائز
• جائزة نادي القصة في الرواية، عام 2007.
• جائزة المسابقة الأدبية المركزية بالهيئة العامة لقصور الثقافة في الرواية، عام 2007- 2008.
• جائزة دبي الثقافية للإبداع، المركز الأول، عن روايتها «معبر أزرق برائحة الينسون»، عام 2009.
• القائمة القصيرة لجائزة ساويرس عام 2014.
• جائزة تقديرية من وزارة الثقافة وتنمية المعرفة بدولة الإمارات العربية المتحدة في مسابقة القصة القصيرة، فرع قصة الطفل، عام 2016.
• قائمة قصيرة لجائزة أدب الطفل بالفرع العربي لدار النشر البريطانية «إيبيدي»، عام 2019.
• جائزة فريد رمضان للرواية العربية، عن مخطوط روايتها "عرق اللؤلؤ"، عام 2022.
• جائزة روايات مصرية للجيب، فرع أدب الطفل، عن مخطوط روايتها للطفل "چيكة وأنتيكة"، عام 2023.